# Заболотье (Заболотский сельсовет)
Заболо́тье (бел. Забалоцце) — агрогородок в Смолевичском районе Минской области Белоруссии. Административный центр Заболотского сельсовета. Располагается в 5 километрах юго-западнее от города Смолевичи и 2-х километрах от одноимённой станции на железнодорожной линии Минск — Орша, расстояние до Минска составляет 36 километров.

## Название
Название Заболотье является топонимом-ориентиром и указывает на то, что селение находится возле заболоченной местности, за болотом.

## История
Известна как шляхетская собственность с XV века, в 1586 году в селе проживали 36 семей, насчитывалось 40 волок земли. Селение находилось в составе Смолевичской волости Минского повета Минского воеводства. В 1621 году насчитывалось 73 двора, в 1643 году уже 81 двор. В 1655—1660 годы деревня была разрушена и разграблена во время войны между Русским царством и Речью Посполитой. В 1665 году насчитывалось 30 дворов, 97 дворов опустели и были заброшены. В 1675 году насчитывалось 18 дворов, в 1713 году — 14 дворов, в использовании у которых находилось 40 волок земли, 6 лошадей и 7 валов. В 1781 году насчитывалось 24 двора, проживали 180 жителей.
После второго раздела Речи Посполитой в 1793 году деревня перешла в состав Российской империи, находясь в составе Борисовского уезда Минской губернии. В 1800 году в деревне насчитывалось 30 дворов, проживали 136 жителей, находилась во владении Доминика Радзивилла. В деревне была построена деревянная униатская часовня. В 1816 году деревня была отдана в залог Ваньковичам. В 1880-е годы действовала школа грамоты, которая в 1890 году была закрыта из-за отсутствия средств на её содержание. Согласно первой всероссийской переписи 1897 года в селе Заболотье насчитывалось 45 дворов, проживали 311 жителей, действовала православная церковь и корчма. В начале XX века в деревне насчитывался 71 двор, где проживали 500 жителей. В 1904 году была открыто народное училище. Согласно данным переписи 1917 года в деревне насчитывалось 65 дворов, проживали 404 жителя.
После Октябрьской революции в деревне была открыта изба-читальня и начала работу школа I ступени, где в 1926 году учились 110 учителей, работали 2 преподавателя. С февраля по декабрь 1918 года деревня была оккупирована войсками кайзеровской Германии, с августа 1919 до июля 1920 года — польскими войсками. С 1919 года деревня находится в составе Белорусской ССР, с 20 августа 1924 года — центр Заболотского сельсовета Смолевичского района Минского округа (до 26 июля 1930 года). В 1925 году в деревне насчитывался 61 двор, проживали 403 жителя, в Заболотском сельсовете — 336 хозяйств и 2052 жителя. В начале 1930-х годов был создан колхоз «Коммунар», который в 1932 году насчитывал 12 хозяйств, работали кузница и мельница. С 20 февраля 1938 года — в составе Минской области. На начало 1941 года насчитывалось 95 дворов, проживали 400 жителей.
В годы Великой Отечественной войны с конца июня 1941 до начала июля 1944 года деревня была оккупирована немецко-фашистскими войсками. В марте 1943 года оккупанты сожгли деревню и убили 11 мирных жителей. На фронте погибли 44 сельчанина и 15 жителей сельсовета, ещё 2 жителя погибли в составе партизанских формирований.
Согласно переписи населения 1959 года в деревне проживал 581 житель. С 25 декабря 1962 года в Минском районе, с 6 января 1965 года снова в Смолевичском районе. В 1971 году насчитывалось 173 двора, проживали 665 жителей, деревня Заря Заболотье (затем вошла в состав деревни Заболотье) была центром колхоза «Ленинский путь», который объединял деревни Заболотье, Подыгрушье, Миколаевичи, Загорье, Черниковщина, Старина, Мостище, Станок-Водица. В 1988 году насчитывалось 230 хозяйств, проживали 750 жителей, в составе сельсовета находилось 12 населённых пунктов. В 1978 году исчезли деревни Черниц и Дубовый Лог, жители которых были переселены в другие местности. В 1996 году насчитывалось 262 придомовых хозяйства, проживали 748 жителя, действовали животноводческая ферма, мастерские по ремонту сельскохозяйственной техники, Дом культуры, столовая, библеотека, отделение связи (почта), сберегательный банк, средняя школа, амбулатория, детский ясли-сад, два продовольственных магазина. С 2013 года деревня является агрогородком.

## Население
| Численность населения (по годам) | Численность населения (по годам) | Численность населения (по годам) | Численность населения (по годам) | Численность населения (по годам) | Численность населения (по годам) | Численность населения (по годам) | Численность населения (по годам) | Численность населения (по годам) | Численность населения (по годам) | Численность населения (по годам) | Численность населения (по годам) | Численность населения (по годам) |
| 1781                             | 1800                             | 1897                             | 1909                             | 1917                             | 1925                             | 1941                             | 1959                             | 1971                             | 1988                             | 1996                             | 1997                             | 1999                             |
| -------------------------------- | -------------------------------- | -------------------------------- | -------------------------------- | -------------------------------- | -------------------------------- | -------------------------------- | -------------------------------- | -------------------------------- | -------------------------------- | -------------------------------- | -------------------------------- | -------------------------------- |
| 180                              | ↘136                             | ↗311                             | ↗500                             | ↘404                             | ↘403                             | ↘400                             | ↗581                             | ↗665                             | ↗750                             | ↘748                             | ↗763                             | ↘721                             |
| 2000                             | 2001                             | 2003                             | 2004                             | 2005                             | 2006                             | 2009                             | 2013                             | 2019                             |                                  |                                  |                                  |                                  |
| ↗895                             | ↗921                             | ↗989                             | ↗1094                            | ↗1137                            | ↘987                             | ↘712                             | ↘704                             | ↗772                             |                                  |                                  |                                  |                                  |

## Достопримечательности
- Братская могила советских воинов, расположена на сельском кладбище. В захоронении погребены 10 воинов, которые погибли в 1941 году и 1944 годах в боях против немецко-фашистских захватчиков. В 1959 году на могиле был установлен обелиск[9].
- Могила  Бориса Марковича Голубева (1928—1978), расположена на сельском кладбище.
- Свято-Георгиевская церковь (1907)

## Галерея

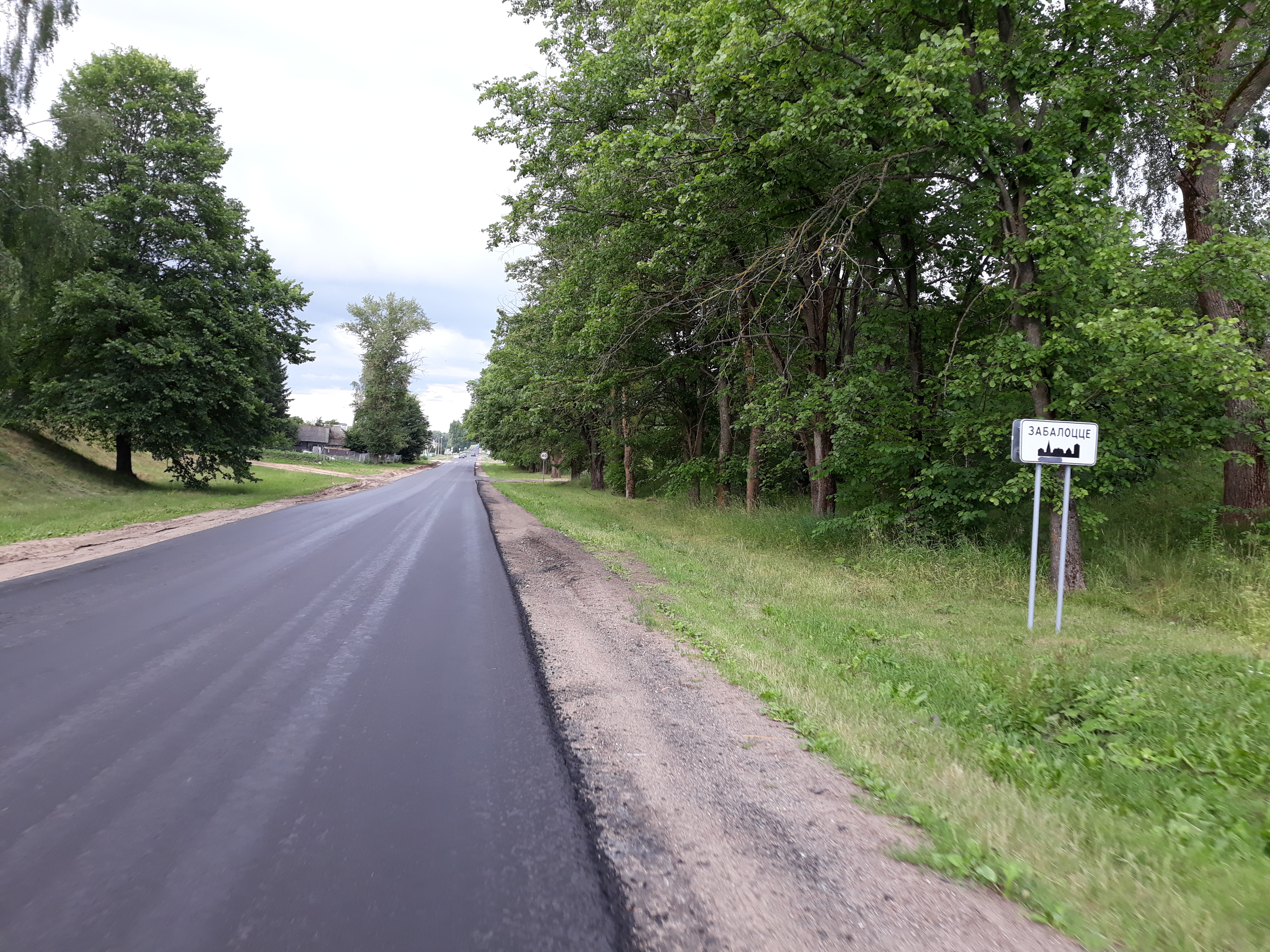
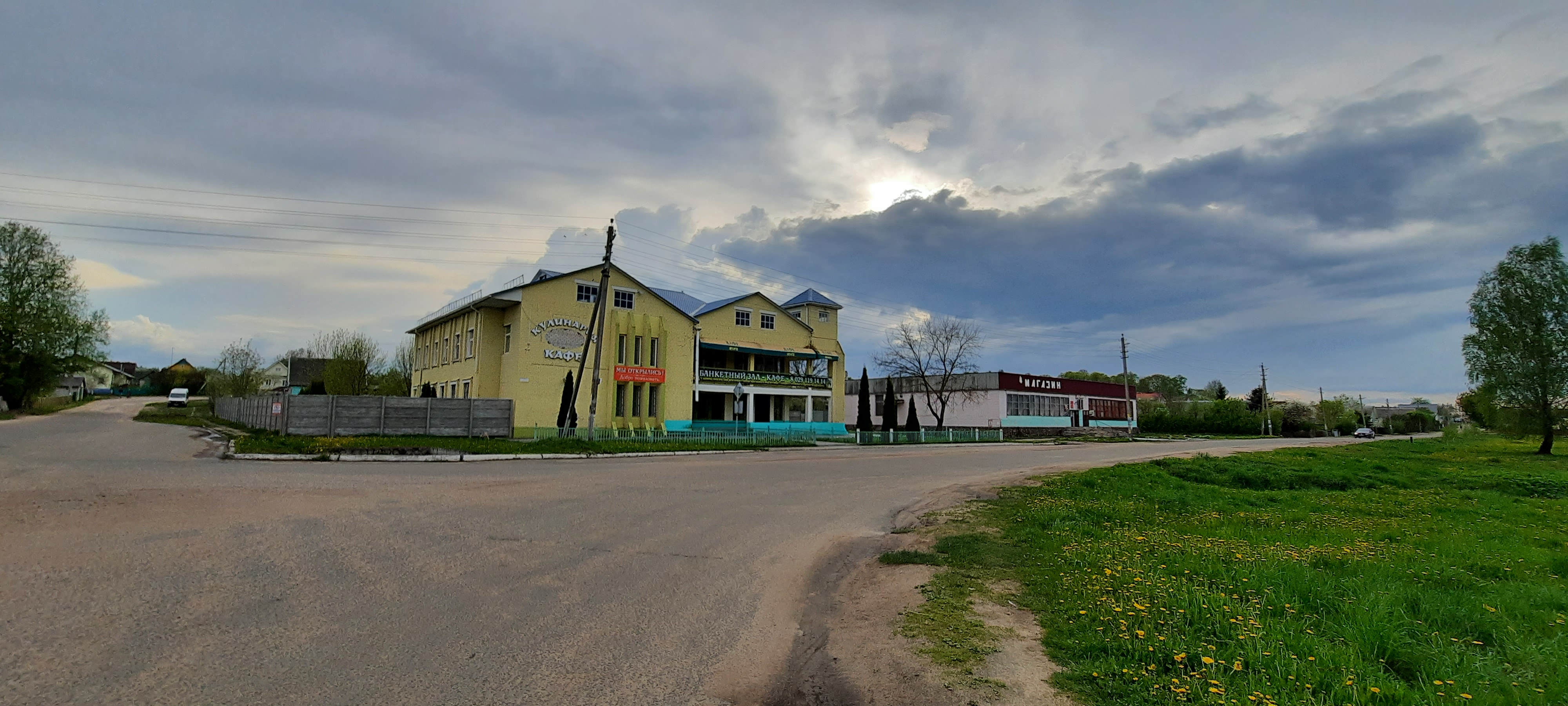